# Károly Balzsay
Károly Balzsay (* 23. Juli 1979 in Kecskemét, Ungarn) ist ein ehemaliger ungarischer Boxer und Ex-Weltmeister der WBA und WBO im Supermittelgewicht.

## Amateurkarriere
Károly Balzsay absolvierte als Amateur 260 Kämpfe, von denen er 231 gewann. Er wurde 1999 Ungarischer Meister im Halbmittelgewicht, sowie 2000, 2001, 2002 und 2003 Ungarischer Meister im Mittelgewicht. 1996 hatte er das Viertelfinale der Junioren-Weltmeisterschaften in Kuba erreicht und gewann 1997 die Silbermedaille im Weltergewicht bei den Junioren-Europameisterschaften in England, wobei er unter anderem Dimitri Sartison schlagen konnte.
Bei den Europameisterschaften 1998 in Belarus unterlag er in der Vorrunde gegen Adrian Diaconu, bei den Weltmeisterschaften 1999 in den USA im Achtelfinale gegen Frédéric Esther, sowie bei den Europameisterschaften 2000 in Finnland ebenfalls in der Vorrunde gegen Felix Sturm. Bei den Olympischen Spielen 2000 in Sydney schied er im Achtelfinale gegen Pornchai Thongburan aus.
2002 gewann er bei den Europameisterschaften in Russland die Silbermedaille im Mittelgewicht, nachdem er erst im Finale gegen Oleg Maschkin verloren hatte. Zuvor hatte er unter anderem Lucian Bute und Mamadou Diambang besiegt. Bei den Weltmeisterschaften 2003 in Thailand schied er hingegen im Vorkampf gegen Cavid Tağıyev aus.
Nachdem er bei den Europameisterschaften 2004 in Kroatien Piotr Wilczewski besiegt hatte und im Achtelfinale gegen Tomáš Adámek unterlegen war, gewann er noch im selben Jahr die europäische Olympiaqualifikation in Schweden. Er besiegte dabei unter anderem Darren Barker, Dmitri Usagin und Sedat Üstüner. Er startete daraufhin bei den Olympischen Spielen 2004 in Athen und besiegte Mohamed Sahraoui, ehe er im Achtelfinale gegen Yordanis Despaigne unterlag.
Bei internationalen Turnieren und Länderkämpfen gelangen ihm unter anderem Siege gegen Alfredo Angulo, Kenneth Egan, Eduard Gutknecht, Nikola Sjekloća, Imre Szellő und Cavid Tağıyev.

## Profikarriere
Károly Balzsay wechselte 2004 ins Profilager und wurde vom deutschen Boxstall Universum Box-Promotion von Klaus-Peter Kohl unter Vertrag genommen. Trainiert wurde er von Fritz Sdunek und Artur Grigoryan. Nach 16 Siegen in Folge gewann er am 24. November 2007 in Dresden gegen den Argentinier Ruben Acosta den von Jürgen Brähmer niedergelegten Titel WBO Intercontinental, den er anschließend erfolgreich gegen Mantas Tarvydas und Jose Clavero verteidigen konnte.
Am 10. Januar 2009 besiegte er den ungeschlagenen Russen Denis Inkin in Magdeburg einstimmig nach Punkten und wurde dadurch WBO-Weltmeister im Supermittelgewicht. Am 25. April 2009 konnte er den Titel in Krefeld durch Knockout in der elften Runde gegen Maselino Masoe verteidigen. In seiner zweiten Titelverteidigung am 22. August 2009 in Budapest verlor er durch Abbruch des Ringrichters (RTD) gegen Robert Stieglitz. In seinem folgenden Kampf gegen Eduard Gutknecht am 4. Dezember 2009, verlor er zudem knapp nach Punkten.
Am 26. August 2011 besiegte er den ungeschlagenen Russen Stanislaw Kaschtanow in Donezk nach Punkten und gewann dadurch noch den vakanten WBA-Weltmeistertitel im Supermittelgewicht. Diesen verteidigte er am 21. April 2012 in Schwerin durch Technischen Knockout (TKO) in der zwölften Runde gegen Dimitri Sartison. Dies war sein zugleich letzter Boxkampf.
Am 2. Februar 2013 erklärte er seinen Rücktritt.